# Стоичени (Марамуреш)
Стоичени (рум. Stoiceni) насеље је у Румунији у округу Марамуреш у општини Таргу Лапуш. Oпштина се налази на надморској висини од 356 m.

## Становништво
Према подацима из 2002. године у насељу је живело 287 становника, од којих су сви румунске националности.